# カオラック (セネガル)
カオラック（Kaolack、ウォロフ語表記Kawlax ）は、セネガル共和国カオラック州カオラック県の町。サルーム川北岸に位置し、国道1号線が通じている。カオラック州の州都で、カオラック県の県庁所在地。カオラック州南部はガンビアと国境を接する。
人口172,305人 (2002年)。

## 経済
カオラックは、地域の重要な交易都市で、セネガルの主要産業である落花生の流通及び加工の中心地である。塩分濃度の高いサルーム川を利用した製塩業も盛んである。

## 宗教
イブライマ・ニアス (Ibrahim Niass) が創始者であるニャセン派（セネガルイスラム教ティジャン派の中の分派）の中心地でもあり、イスラム教育の中心地でもある。 カオラックのメディナ・バーイ (Medina Baay) モスクは、セネガル国内で最も大きいモスクの一つである。

## 行政区画
カオラック市のカルティエ (街区) 名 (ウォロフ語):
- Lewna Ñaseen (仏語：Léona Niassène)
- Medina Mbàbba (仏語：Médina Mbaba)
- Medina Baay (仏語：Médina Baye)
- Saam (仏語：Sam)
- Ndoorong (仏語：Ndorong)
- Coofog (仏語：Thiofoke)
- Jaleñ (仏語：Dialègne)

## 姉妹都市
- アオスタ、イタリア
- メリニャック、フランス
- メンフィス、アメリカ合衆国

## 出身者
- パピ・ジロボジ：サッカー選手
- パパクリ・ディオプ：サッカー選手
- ムアマドゥ・ディアウ：サッカー選手